# Конінський повіт
Конінський повіт (пол. Powiat koniński) — один з 31 земських повітів Великопольського воєводства Польщі.
Утворений 1 січня 1999 року в результаті адміністративної реформи.

## Загальні дані
Повіт знаходиться у східній частині воєводства.
Адміністративний центр — місто Конін (має статус міста на правах повіту, до складу повіту не входить).
Станом на 1.01.2008 населення становить 124 703 осіб, площа 1578,35 км².

## Демографія
Демографічні дані повіту станом на 30.06.2005:
|       | Всього  | Всього | Жінки  | Жінки | Чоловіки | Чоловіки |
| ----- | ------- | ------ | ------ | ----- | -------- | -------- |
|       | осіб    | %      | осіб   | %     | осіб     | %        |
| Повіт | 123 184 | 100    | 62 214 | 50,5  | 60 970   | 49,5     |
| Міста | 17 689  | 100    | 9136   | 51,6  | 8553     | 48,4     |
| Села  | 105 495 | 100    | 53 078 | 50,3  | 52 417   | 49,7     |